# Ryūjō (1933)
El Ryūjō o Ryūjyō (龍驤 dragón rampante?) fue un portaaviones ligero de la Armada Imperial Japonesa. Fue construido en los astilleros de Mitsubishi en Yokohama en 1929, botado en 1931 y asignado en 1933.

## Diseño
Su diseño muy característico de sólo 8.000 toneladas rápidamente se ganó una pobre reputación marinera ya que demostró ser casi inoperable como plataforma aérea y como buque en alta mar bajo condiciones de mar gruesa debido a su fuerte inestabilidad lateral. 
En la misma década del 30, en los años 1934 hasta 1936 fue profundamente modificado para hacerlo más marinero, se ensanchó su obra viva para bajar el centro de gravedad y se elevó una cubierta su castillo de proa para hacerlo menos "húmedo", pues el agua de mar solía batirlo fácilmente con el diseño original. Tras las mejoras, fue empleado en la segunda guerra sino-japonesa.
En septiembre de 1935, el  Ryūjō junto a otros navíos enfrentaron un tifón de envergadura, una ola gigante golpeó el frontal del puente y lo combó severamente dañando también la parte delantera de su pista. Fue llevado a remolque a Kure para reparaciones y modificaciones.
El Ryūjō presentaba la cubierta corrida de longitud menor que la eslora hasta el sector del puente de mando situado en la parte delantera. Tenía el armamento en plataformas muy salientes de la estructura, sus chimeneas estaban en el lado de estribor y hacia abajo lanzadas en ángulo hacia atrás, tenía bordas particularmente bajas El hueco del ascensor de popa resultó ser pequeño para las nuevas generaciones de aviones embarcados, pero a pesar de todo el Ryūjō tuvo activa participación en la segunda guerra sino-japonesa donde las condiciones de mar le eran más favorables. Además su blindaje era muy pobre no sobrepasando los 20 mm de espesor en la horizontal y 25 mm en la vertical.
Durante la Segunda Guerra Mundial fue comandado por el capitán Tadao Kato, y se convirtió en el buque insignia de la 4.ª División de Portaaviones. Después de participar en la invasión japonesa de Filipinas, fue asignado a operaciones secundarias en comparación a las realizadas por los grandes portaaviones entonces activos. Esta situación cambió tras la pérdida de cuatro grandes portaaviones en la batalla de Midway, durante la cual participó en el ataque a las islas Aleutianas junto al portaaviones Junyō. Después de Midway de nuevo fue destinado a primera línea.
Fue utilizado como señuelo durante la batalla de las Salomón Orientales y hundido el 24 de agosto de 1942, al norte de Guadalcanal por un ataque aéreo de los aparatos del USS Saratoga (CV-3), tras ser alcanzado por varias bombas (el número de las mismas difiere según versiones) y un torpedo. 120 miembros de su tripulación se hundieron con el barco.

## Galería de imágenes del Ryūjō

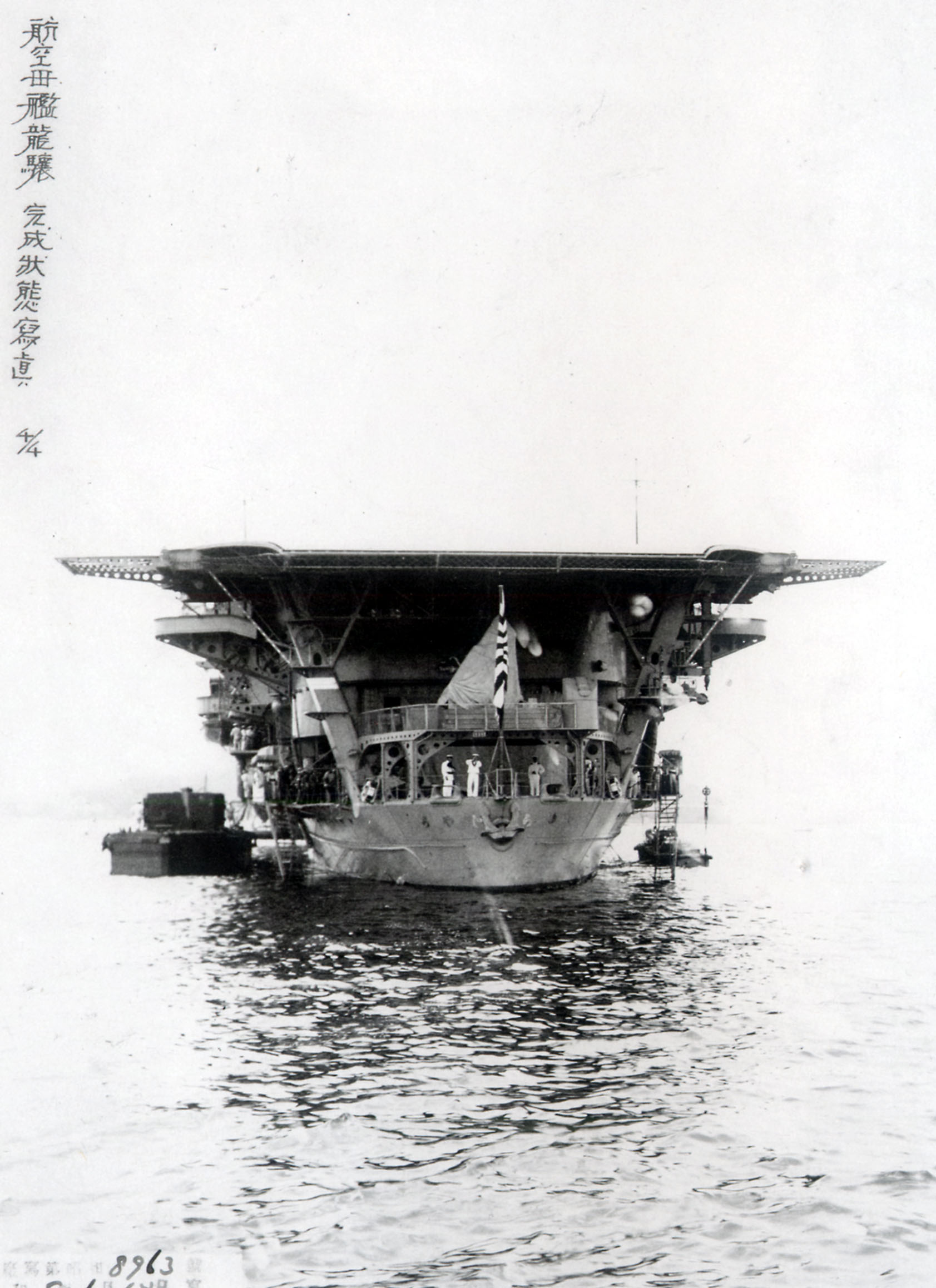
Vista de popa del Ryūjō.
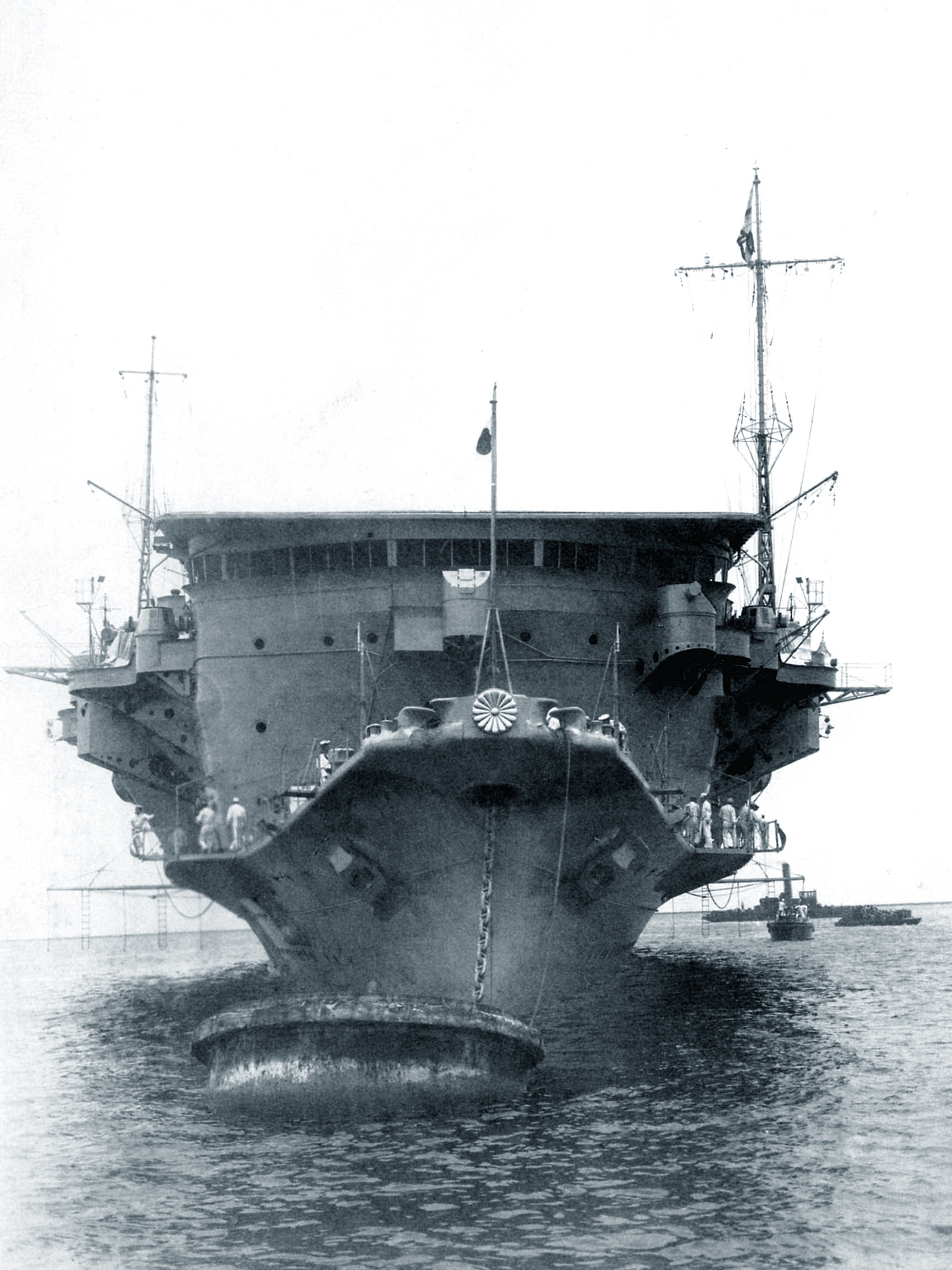
Vista de proa del Ryūjō.
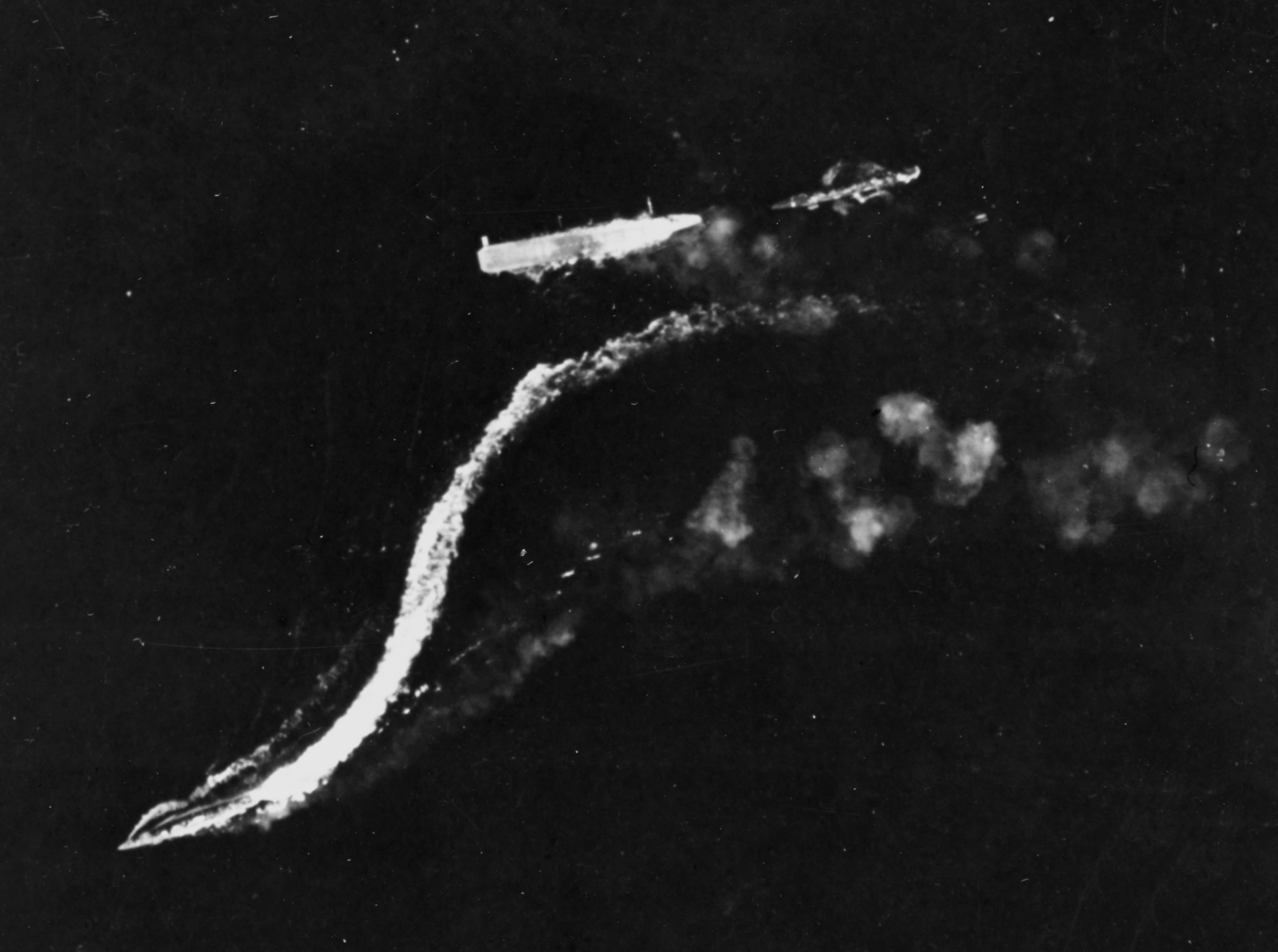
El Ryūjō como señuelo durante la batalla de las Salomón Orientales (24 de agosto de 1942).